# Borrelia miyamotoi
Espèce
Borrelia miyamotoi est l'une des nombreuses espèces de borrelia (genre de bactéries spirochètes). On sait qu'elle infecte dans la nature des rongeurs et des oiseaux, et que chez l'homme elle peut être responsable d'une zoonose (de type fièvres récurrentes ou dont les symptômes sont de type maladie de Lyme) ; Depuis qu'on sait la détecter, on constate qu'elle est plus ubiquiste qu'on l'a pensé lors de sa découverte ; sa fréquence en tant que pathogène zoonotique dans le monde (dans l'hémisphère nord, selon les informations disponibles) et la gravité de certains signes et symptômes ou effets tels que la méningoencéphalite et divers syndromes douloureux et handicapants rendent selon PJ Krause  et al. en 2015  « la prévention, le diagnostic et le traitement de cette infection essentiels ».

## Histoire scientifique
Cette bactérie en forme de tire-bouchon (comme toutes les borrélies) a été identifié au Japon en 1995 pour la première fois tiques du genre Ixodes persulcatus, puis isolé en Suède en 2002 dans une tique dure (l'ixodes ricinus) et en Californie en 2006 dans la tique 'ixodes pacificus. Elle sera ensuite rapidement trouvée chez d'autres espèces de tiques comme Ixodes scapularis, Ixodes pacificus.
On a montré que son ADN présente des similitudes avec d'autres espèces de Borrelia

## Antibiorésistance
Des indices ou preuves (au moins in vitro) laissent penser que B. Miyamotoi (ou les souches observées de cette bactérie) sont antibiorésistantes, face à l'amoxicilline.

## Résistance au système immunitaire?
L'espèce peut contourner nos défenses immunitaires. Elle le fait en combinant deux manières de le faire : 
1. en évitant le système du complément (le système immunitaire inné, qui est chargé d'éliminer rapidement le non-soi) grâce à une protéine de surface, qui est une protéine de liaison au facteur H dit CbiA (protéine de liaison et inhibitrice A du complément)[9],[10]
2. en utilisant la faculté qu'à son vecteur (la tique) d'inhiber la réponse immunitaire locale. La tique doit rester plusieurs jours sur son hôte pour faire son repas, sans générer de réaction inflammatoire ni douleur, afin que son hôte ne cherche pas à se débarrasser d'elle. Pour cela cet acarien sécrète de nombreux « facteurs salivaires » immunosuppresseurs qui ciblent les molécules de défense de l'organisme. Elle sécrète notamment des glycoprotéines dites «évasines» qui retardent et inhibent la réaction immunitaire) (sauf en cas d'allergie à la salive de tique, allergie qui apparait généralement après de nombreuses piqures). On a montré en 2017 que les évasines se lient aux chimiokines de l'hôte, ce qui les inactive[11].

Toutes ou partie des souches du groupe Borrelia s.l. se montrent capables de générer après un traitement antibiotique classique une nouvelle manifestation ou la persistance de signes et symptômes de maladie de Lyme,.

## Epidémiologie
Cette bactérie, encore très mal connue, s'avère beaucoup plus ubiquitaire qu'on ne l'avait d'abord pens.
Dans le monde animal, elle a été retrouvée dans le sang des rongeurs américains mais avec une fréquence bien moindre que la bactérie borrelia burgdorferi. Début 2020 on sait que B. miyamotoi infecte principalement des rongeurs dont par exemple Apodemus argenteus, Apodemus flavicollis, Myodes glareolus, Peromyscus leucopus, mais aussi des oiseaux (Cardinalis cardinalis, Parus major, Carduelis chloris), qui servent de réservoirs intermédiaires pour les infections humaines,.

### En Eurasie
- En Russie B. miyamotoi a été trouvé (publication  2018) chez 70 des 473 patients au stade précoce des signes et symptômes survenant après une piqûre de tique[17]. Après inoculation de la bactérie via la salive de la tique, le délai médian de détection de la bactérie dans le sang était chez ces malades d'environ 4 jours[17].
- Au Royaume-Uni, ce pathogène a été retrouvé dans des tiques du New Hampshire[18]

## Étymologie, classification
Un genre de bactéries, de type spirochètes anaérobies et gram-négatives, Borrelia a été nommé d'après le biologiste français Amédée Borrel.
En 1995, Masahito Fukunaga et al. ont isolé une nouvelle espèce de Borrelia qu'ils nomment d'abord Borrelia miyamotoi sp. nov. (souche de référence: HT31), puis Borrelia miyamotoi, en l'honneur de Kenji Miyamoto, qui a d'abord isolé les spirochètes de tiques ixodidés à Hokkaido, au Japon.
Du point de vue médical, c'est-à-dire de ses effets sur l'Homme, elle a d'abord été classée avec les Borrelia impliquées dans les fièvres récurrentes (l'un des trois groupes de maladies à tiques)